# باغ برزوئیه
باغ برزوئیه، روستایی از توابع بخش مرکزی شهرستان کرمان در استان کرمان ایران است.

## جمعیت
این روستا در دهستان درختنگان قرار دارد و براساس سرشماری مرکز آمار ایران در سال ۱۳۸۵، جمعیت آن ۴۶ نفر (۱۳خانوار) بوده‌است.